# Chinese Basketball Association 2018-19
La Chinese Basketball Association 2018-19 fue la edición número 24 de la CBA, la primera división del baloncesto profesional de China. La principal novedad de la temporada es la ampliación de 10 a 12 equipos con acceso a los playoffs.

## Política de jugadores extranjeros
Todos los equipos a excepción de los Bayi Rockets tenían la opción de contar con dos jugadores extranjeros. Los últimos cuatro de la temporada anterior (a excepción de Bayi) pudieron contratar además un jugador extra asiático.

### Lista de jugadores extranjeros
| Equipo                    | Jugador 1        | Jugador 2          | Jugador de Asia | Sustituciones en la temporada             |
| ------------------------- | ---------------- | ------------------ | --------------- | ----------------------------------------- |
| Bayi Rockets              | –                | –                  | –               | –                                         |
| Beijing Ducks             | Aaron Jackson    | Justin Hamilton    | N/A             |                                           |
| Beikong Fly Dragons       | Ricky Ledo       | Thomas Robinson    | N/A             | Pierre Jackson Shavlik Randolph           |
| Fujian Sturgeons          | Eugene Jeter     | Andrew Nicholson   | N/A             | Russ Smith Xavier Munford                 |
| Guangdong Southern Tigers | Malcolm Delaney  | Sonny Weems        | N/A             |                                           |
| Guangzhou Long-Lions      | Kyle Fogg        | Lorenzo Brown      | N/A             | Marreese Speights Cory Jefferson          |
| Jiangsu Dragons           | Donald Sloan     | Miroslav Raduljica | N/A             | Jerome Dyson                              |
| Jilin Northeast Tigers    | Dominique Jones  | Maciej Lampe       | N/A             |                                           |
| Liaoning Flying Leopards  | Lester Hudson    | Brandon Bass       | N/A             |                                           |
| Nanjing Monkey Kings      | Joseph Young     | Isaiah Austin      | N/A             | Adreian Payne                             |
| Qingdao Eagles            | Jonathan Gibson  | Dakari Johnson     | N/A             |                                           |
| Shandong Golden Stars     | Ty Lawson        | Donatas Motiejūnas | N/A             | Andrew Goudelock JaKarr Sampson           |
| Shanghai Sharks           | Jimmer Fredette  | Luis Scola         | N/A             |                                           |
| Shanxi Loongs             | Bobby Brown      | Shabazz Muhammad   | N/A             | Chris McCullough Josh Adams               |
| Shenzhen Leopards         | Kenny Boynton    | Dwight Buycks      | N/A             | Jared Sullinger                           |
| Sichuan Blue Whales       | Jamaal Franklin  | Jason Thompson     | –               |                                           |
| Tianjin Gold Lions        | Taylor Rochestie | Andray Blatche     | N/A             | Cole Aldrich                              |
| Xinjiang Flying Tigers    | Darius Adams     | Jarnell Stokes     | N/A             | Al Jefferson Nick Minnerath Hamed Haddadi |
| Zhejiang Golden Bulls     | Marcus Denmon    | Brandon Paul       | N/A             | Archie Goodwin Tyler Hansbrough           |
| Zhejiang Guangsha Lions   | Courtney Fortson | Ioannis Bourousis  | N/A             |                                           |

## Clasificación
| Pos. | Equipo                    | PJ | G  | P  | PF   | PC   | DP   | Pts | Clasificación o descenso           |
| ---- | ------------------------- | -- | -- | -- | ---- | ---- | ---- | --- | ---------------------------------- |
| 1    | Guangdong Southern Tigers | 46 | 42 | 4  | 5462 | 4736 | +726 | 88  | Clasificación a los playoffs       |
| 2    | Liaoning Flying Leopards  | 46 | 38 | 8  | 5200 | 4719 | +481 | 84  | Clasificación a los playoffs       |
| 3    | Shenzhen Leopards         | 46 | 33 | 13 | 5212 | 4933 | +279 | 79  | Clasificación a los playoffs       |
| 4    | Xinjiang Flying Tigers    | 45 | 32 | 13 | 5160 | 4858 | +302 | 77  | Clasificación a los playoffs       |
| 5    | Zhejiang Lions            | 45 | 31 | 14 | 4959 | 4576 | +383 | 76  | Clasificación fase previa playoffs |
| 6    | Beijing Ducks             | 46 | 31 | 15 | 4636 | 4380 | +256 | 77  | Clasificación fase previa playoffs |
| 7    | Shandong Golden Stars     | 46 | 26 | 20 | 4791 | 4772 | +19  | 72  | Clasificación fase previa playoffs |
| 8    | Fujian Sturgeons          | 46 | 27 | 19 | 5178 | 5022 | +156 | 73  | Clasificación fase previa playoffs |
| 9    | Jiangsu Dragons           | 46 | 24 | 22 | 4766 | 4782 | −16  | 70  | Clasificación fase previa playoffs |
| 10   | Jilin Northeast Tigers    | 45 | 23 | 22 | 4994 | 4968 | +26  | 68  | Clasificación fase previa playoffs |
| 11   | Shanghai Sharks           | 46 | 23 | 23 | 4969 | 4930 | +39  | 69  | Clasificación fase previa playoffs |
| 12   | Guangzhou Long-Lions      | 46 | 23 | 23 | 4982 | 4947 | +35  | 69  | Clasificación fase previa playoffs |
| 13   | Zhejiang Golden Bulls     | 46 | 23 | 23 | 4953 | 4883 | +70  | 69  |                                    |
| 14   | Shanxi Brave Dragons      | 46 | 16 | 30 | 4883 | 5118 | −235 | 62  |                                    |
| 15   | Qingdao Eagles            | 46 | 13 | 33 | 4956 | 5254 | −298 | 59  |                                    |
| 16   | Tianjin Gold Lions        | 46 | 12 | 34 | 4892 | 5322 | −430 | 58  |                                    |
| 17   | Bayi Rockets              | 46 | 11 | 35 | 4306 | 4717 | −411 | 57  |                                    |
| 18   | Sichuan Blue Whales       | 45 | 11 | 34 | 4537 | 4906 | −369 | 56  |                                    |
| 19   | Nanjing Monkey King       | 46 | 11 | 35 | 4525 | 4976 | −451 | 57  |                                    |
| 20   | Beikong Fly Dragons       | 46 | 8  | 38 | 4874 | 5436 | −562 | 54  |                                    |

 Fuente: eurobasket.com

## Playoffs
|  | 1ª ronda      | 1ª ronda               | 1ª ronda                  |                          |   | Cuartos de final | Cuartos de final | Cuartos de final |  |   | Semifinales               | Semifinales   | Semifinales   |  |   | Finales                   | Finales       | Finales       |  |
|  | Al mejor de 3 | Al mejor de 3          | Al mejor de 3             |                          |   | Al mejor de 5    | Al mejor de 5    | Al mejor de 5    |  |   | Al mejor de 7             | Al mejor de 7 | Al mejor de 7 |  |   | Al mejor de 7             | Al mejor de 7 | Al mejor de 7 |  |
|  |               |                        |                           |                          |   |                  |                  |                  |  |   |                           |               |               |  |   |                           |               |               |  |
|  |               |                        |                           |                          |   |                  |                  |                  |  |   |                           |               |               |  |   |                           |               |               |  |
|  |               |                        |                           |                          |   |                  |                  |                  |  |   |                           |               |               |  |   |                           |               |               |  |
|  |               |                        |                           |                          |   |                  |                  |                  |  |   |                           |               |               |  |   |                           |               |               |  |
|  |               |                        |                           |                          |   |                  |                  |                  |  |   |                           |               |               |  |   |                           |               |               |  |
|  |               | 1                      | Guangdong Southern Tigers | 3                        |   |                  |                  |                  |  |   |                           |               |               |  |   |                           |               |               |  |
|  |               |                        |                           | 3                        |   |                  |                  |                  |  |   |                           |               |               |  |   |                           |               |               |  |
|  |               |                        | 9                         | Jiangsu Dragons          | 0 |                  |                  |                  |  |   |                           |               |               |  |   |                           |               |               |  |
|  | 8             | Shandong Golden Stars  | 9                         | Jiangsu Dragons          | 0 | 0                |                  |                  |  |   |                           |               |               |  |   |                           |               |               |  |
|  | 8             | Shandong Golden Stars  |                           |                          |   |                  |                  |                  |  |   |                           |               |               |  |   |                           |               |               |  |
|  | 9             | Jiangsu Dragons        | 2                         |                          |   |                  |                  |                  |  |   |                           |               |               |  |   |                           |               |               |  |
|  | 9             | Jiangsu Dragons        | 2                         |                          |   |                  |                  |                  |  | 1 | Guangdong Southern Tigers | 4             |               |  |   |                           |               |               |  |
|  |               |                        |                           |                          |   |                  |                  |                  |  | 1 | Guangdong Southern Tigers | 4             |               |  |   |                           |               |               |  |
|  |               |                        | 4                         | Shenzhen Leopards        | 0 |                  |                  |                  |  |   |                           |               |               |  |   |                           |               |               |  |
|  |               |                        | 4                         | Shenzhen Leopards        | 0 |                  |                  |                  |  |   |                           |               |               |  |   |                           |               |               |  |
|  |               |                        |                           |                          |   |                  |                  |                  |  |   |                           |               |               |  |   |                           |               |               |  |
|  |               |                        |                           |                          |   |                  |                  |                  |  |   |                           |               |               |  |   |                           |               |               |  |
|  |               | 4                      | Shenzhen Leopards         | 3                        |   |                  |                  |                  |  |   |                           |               |               |  |   |                           |               |               |  |
|  |               |                        |                           | 3                        |   |                  |                  |                  |  |   |                           |               |               |  |   |                           |               |               |  |
|  |               |                        | 5                         | Beijing Ducks            | 2 |                  |                  |                  |  |   |                           |               |               |  |   |                           |               |               |  |
|  | 5             | Beijing Ducks          | 5                         | Beijing Ducks            | 2 | 2                |                  |                  |  |   |                           |               |               |  |   |                           |               |               |  |
|  | 5             | Beijing Ducks          |                           |                          |   |                  |                  |                  |  |   |                           |               |               |  |   |                           |               |               |  |
|  | 12            | Shanghai Sharks        | 0                         |                          |   |                  |                  |                  |  |   |                           |               |               |  |   |                           |               |               |  |
|  | 12            | Shanghai Sharks        | 0                         |                          |   |                  |                  |                  |  |   |                           |               |               |  | 1 | Guangdong Southern Tigers | 4             |               |  |
|  |               |                        |                           |                          |   |                  |                  |                  |  |   |                           |               |               |  | 1 | Guangdong Southern Tigers | 4             |               |  |
|  |               |                        | 3                         | Xinjiang Flying Tigers   | 0 |                  |                  |                  |  |   |                           |               |               |  |   |                           |               |               |  |
|  |               |                        | 3                         | Xinjiang Flying Tigers   | 0 |                  |                  |                  |  |   |                           |               |               |  |   |                           |               |               |  |
|  |               |                        |                           |                          |   |                  |                  |                  |  |   |                           |               |               |  |   |                           |               |               |  |
|  |               |                        |                           |                          |   |                  |                  |                  |  |   |                           |               |               |  |   |                           |               |               |  |
|  |               | 3                      | Xinjiang Flying Tigers    | 3                        |   |                  |                  |                  |  |   |                           |               |               |  |   |                           |               |               |  |
|  |               |                        |                           | 3                        |   |                  |                  |                  |  |   |                           |               |               |  |   |                           |               |               |  |
|  |               |                        | 6                         | Zhejiang Lions           | 1 |                  |                  |                  |  |   |                           |               |               |  |   |                           |               |               |  |
|  | 6             | Zhejiang Lions         | 6                         | Zhejiang Lions           | 1 | 2                |                  |                  |  |   |                           |               |               |  |   |                           |               |               |  |
|  | 6             | Zhejiang Lions         |                           |                          |   |                  |                  |                  |  |   |                           |               |               |  |   |                           |               |               |  |
|  | 11            | Zhejiang Golden Bulls  | 1                         |                          |   |                  |                  |                  |  |   |                           |               |               |  |   |                           |               |               |  |
|  | 11            | Zhejiang Golden Bulls  | 1                         |                          |   |                  |                  |                  |  | 3 | Xinjiang Flying Tigers    | 4             |               |  |   |                           |               |               |  |
|  |               |                        |                           |                          |   |                  |                  |                  |  | 3 | Xinjiang Flying Tigers    | 4             |               |  |   |                           |               |               |  |
|  |               |                        | 2                         | Liaoning Flying Leopards | 1 |                  |                  |                  |  |   |                           |               |               |  |   |                           |               |               |  |
|  |               |                        | 2                         | Liaoning Flying Leopards | 1 |                  |                  |                  |  |   |                           |               |               |  |   |                           |               |               |  |
|  |               |                        |                           |                          |   |                  |                  |                  |  |   |                           |               |               |  |   |                           |               |               |  |
|  |               |                        |                           |                          |   |                  |                  |                  |  |   |                           |               |               |  |   |                           |               |               |  |
|  |               | 2                      | Liaoning Flying Leopards  | 3                        |   |                  |                  |                  |  |   |                           |               |               |  |   |                           |               |               |  |
|  |               |                        |                           | 3                        |   |                  |                  |                  |  |   |                           |               |               |  |   |                           |               |               |  |
|  |               |                        | 7                         | Fujian Sturgeons         | 0 |                  |                  |                  |  |   |                           |               |               |  |   |                           |               |               |  |
|  | 7             | Fujian Sturgeons       | 7                         | Fujian Sturgeons         | 0 | 2                |                  |                  |  |   |                           |               |               |  |   |                           |               |               |  |
|  | 7             | Fujian Sturgeons       |                           |                          |   |                  |                  |                  |  |   |                           |               |               |  |   |                           |               |               |  |
|  | 10            | Jilin Northeast Tigers | 0                         |                          |   |                  |                  |                  |  |   |                           |               |               |  |   |                           |               |               |  |
|  | 10            | Jilin Northeast Tigers | 0                         |                          |   |                  |                  |                  |  |   |                           |               |               |  |   |                           |               |               |  |
|  |               |                        |                           |                          |   |                  |                  |                  |  |   |                           |               |               |  |   |                           |               |               |  |

### Primera ronda

#### (5) Beijing Ducks vs. (12) Shanghai Sharks
| 16 de marzo de 2019            | Beijing Ducks                         | 110–97                                | Shanghai Sharks                       |                                   |  |  |
| 19:35                          | Parciales: 21–21, 33–24, 29–32, 27–20 | Parciales: 21–21, 33–24, 29–32, 27–20 | Parciales: 21–21, 33–24, 29–32, 27–20 |                                   |  |  |
|                                |                                       | Reporte                               |                                       | Pabellón: Cadillac Arena, Beijing |  |  |
| Beijing lidera las series, 1–0 |                                       |                                       |                                       |                                   |  |  |
|                                |                                       |                                       |                                       |                                   |  |  |

| 19 de marzo de 2019          | Shanghai Sharks                       | 103–117                               | Beijing Ducks                         |                                               |  |  |
| 19:35                        | Parciales: 18–26, 29–33, 22–33, 34–25 | Parciales: 18–26, 29–33, 22–33, 34–25 | Parciales: 18–26, 29–33, 22–33, 34–25 |                                               |  |  |
|                              |                                       | Reporte                               |                                       | Pabellón: Pudong Yuanshen Gymnasium, Shanghai |  |  |
| Beijing gana las series, 2–0 |                                       |                                       |                                       |                                               |  |  |
|                              |                                       |                                       |                                       |                                               |  |  |

#### (6) Zhejiang Lions vs. (11) Zhejiang Golden Bulls
| 16 de marzo de 2019                          | Zhejiang Lions                        | 117–125                               | Zhejiang Golden Bulls                 |                                                          |  |  |
| 19:35                                        | Parciales: 28–28, 25–27, 38–38, 26–32 | Parciales: 28–28, 25–27, 38–38, 26–32 | Parciales: 28–28, 25–27, 38–38, 26–32 |                                                          |  |  |
|                                              |                                       | Reporte                               |                                       | Pabellón: Zhuji Sports Centre Gymnasium, Zhuji, Zhejiang |  |  |
| Zhejiang Golden Bulls lidera las series, 1–0 |                                       |                                       |                                       |                                                          |  |  |
|                                              |                                       |                                       |                                       |                                                          |  |  |

| 19 de marzo de 2019   | Zhejiang Golden Bulls                 | 110–113                               | Zhejiang Lions                        |                                                  |  |  |
| 19:35                 | Parciales: 30–34, 22–27, 31–25, 27–27 | Parciales: 30–34, 22–27, 31–25, 27–27 | Parciales: 30–34, 22–27, 31–25, 27–27 |                                                  |  |  |
|                       |                                       | Reporte                               |                                       | Pabellón: Binjiang Gymnasium, Hangzhou, Zhejiang |  |  |
| Series empatadas, 1–1 |                                       |                                       |                                       |                                                  |  |  |
|                       |                                       |                                       |                                       |                                                  |  |  |

| 22 de marzo de 2019                 | Zhejiang Lions                        | 103–90                                | Zhejiang Golden Bulls                 |                                                          |  |  |
| 19:35                               | Parciales: 25–22, 19–22, 33–21, 26–25 | Parciales: 25–22, 19–22, 33–21, 26–25 | Parciales: 25–22, 19–22, 33–21, 26–25 |                                                          |  |  |
|                                     |                                       | Reporte                               |                                       | Pabellón: Zhuji Sports Centre Gymnasium, Zhuji, Zhejiang |  |  |
| Zhejiang Lions gana las series, 2–1 |                                       |                                       |                                       |                                                          |  |  |
|                                     |                                       |                                       |                                       |                                                          |  |  |

#### (7) Fujian Sturgeons vs. (10) Jilin Northeast Tigers
| 17 de marzo de 2019           | Fujian Sturgeons                      | 111–105                               | Jilin Northeast Tigers                |                                               |  |  |
| 19:35                         | Parciales: 30–24, 34–22, 28–37, 19–22 | Parciales: 30–24, 34–22, 28–37, 19–22 | Parciales: 30–24, 34–22, 28–37, 19–22 |                                               |  |  |
|                               |                                       | Reporte                               |                                       | Pabellón: Zuchang Gymnasium, Jinjiang, Fujian |  |  |
| Fujian lidera las series, 1–0 |                                       |                                       |                                       |                                               |  |  |
|                               |                                       |                                       |                                       |                                               |  |  |

| 20 de marzo de 2019        | Jilin Northeast Tigers                | 95–110                                | Fujian Sturgeons                      |                                                 |  |  |
| 19:35                      | Parciales: 26–31, 26–34, 31–21, 12–24 | Parciales: 26–31, 26–34, 31–21, 12–24 | Parciales: 26–31, 26–34, 31–21, 12–24 |                                                 |  |  |
|                            |                                       | Reporte                               |                                       | Pabellón: Changchun Gymnasium, Changchun, Jilin |  |  |
| Fujian gan las series, 2–0 |                                       |                                       |                                       |                                                 |  |  |
|                            |                                       |                                       |                                       |                                                 |  |  |

#### (8) Shandong Golden Stars vs. (9) Jiangsu Dragons
| 17 de marzo de 2019            | Shandong Golden Stars                 | 101–103                               | Jiangsu Dragons                       |                                           |  |  |
| 19:35                          | Parciales: 27–19, 32–25, 26–32, 16–27 | Parciales: 27–19, 32–25, 26–32, 16–27 | Parciales: 27–19, 32–25, 26–32, 16–27 |                                           |  |  |
|                                |                                       | Reporte                               |                                       | Pabellón: Shandong Arena, Jinan, Shandong |  |  |
| Jiangsu lidera las series, 1–0 |                                       |                                       |                                       |                                           |  |  |
|                                |                                       |                                       |                                       |                                           |  |  |

| 20 de marzo de 2019          | Jiangsu Dragons                       | 113–105                               | Shandong Golden Stars                 |                                                           |  |  |
| 19:35                        | Parciales: 26–28, 36–21, 20–30, 31–26 | Parciales: 26–28, 36–21, 20–30, 31–26 | Parciales: 26–28, 36–21, 20–30, 31–26 |                                                           |  |  |
|                              |                                       | Reporte                               |                                       | Pabellón: Suzhou Sports Center Gymnasium, Suzhou, Jiangsu |  |  |
| Jiangsu gana las series, 2–0 |                                       |                                       |                                       |                                                           |  |  |
|                              |                                       |                                       |                                       |                                                           |  |  |

### Cuartos de final

#### (1) Guangdong Southern Tigers vs. (9) Jiangsu Dragons
| 25 de marzo de 2019              | Guangdong Southern Tigers             | 137–108                               | Jiangsu Dragons                       |                                                                           |  |  |
| 19:35                            | Parciales: 31–20, 36–30, 41–29, 29–29 | Parciales: 31–20, 36–30, 41–29, 29–29 | Parciales: 31–20, 36–30, 41–29, 29–29 |                                                                           |  |  |
|                                  |                                       | Reporte                               |                                       | Pabellón: Dongfeng Nissan Cultural and Sports Centre, Dongguan, Guangdong |  |  |
| Guangdong lidera las series, 1–0 |                                       |                                       |                                       |                                                                           |  |  |
|                                  |                                       |                                       |                                       |                                                                           |  |  |

| 27 de marzo de 2019              | Guangdong Southern Tigers             | 141–99                                | Jiangsu Dragons                       |                                                                           |  |  |
| 19:35                            | Parciales: 35–20, 39–21, 46–21, 21–37 | Parciales: 35–20, 39–21, 46–21, 21–37 | Parciales: 35–20, 39–21, 46–21, 21–37 |                                                                           |  |  |
|                                  |                                       | Reporte                               |                                       | Pabellón: Dongfeng Nissan Cultural and Sports Centre, Dongguan, Guangdong |  |  |
| Guangdong lidera las series, 2–0 |                                       |                                       |                                       |                                                                           |  |  |
|                                  |                                       |                                       |                                       |                                                                           |  |  |

| 30 de marzo de 2019            | Jiangsu Dragons                       | 108–135                               | Guangdong Southern Tigers             |                                                           |  |  |
| 19:35                          | Parciales: 17–30, 23–36, 35–32, 33–37 | Parciales: 17–30, 23–36, 35–32, 33–37 | Parciales: 17–30, 23–36, 35–32, 33–37 |                                                           |  |  |
|                                |                                       | Reporte                               |                                       | Pabellón: Suzhou Sports Center Gymnasium, Suzhou, Jiangsu |  |  |
| Guangdong gana las series, 3–0 |                                       |                                       |                                       |                                                           |  |  |
|                                |                                       |                                       |                                       |                                                           |  |  |

#### (2) Liaoning Flying Leopards vs. (7) Fujian Sturgeons
| 26 de marzo de 2019             | Liaoning Flying Leopards                                 | 124–118                                                  | Fujian Sturgeons                                         |                                                  |  |  |
| 19:35                           | Parciales: 28–19, 26–23, 23–32, 26–29 (T.E.: 12–12, 9–3) | Parciales: 28–19, 26–23, 23–32, 26–29 (T.E.: 12–12, 9–3) | Parciales: 28–19, 26–23, 23–32, 26–29 (T.E.: 12–12, 9–3) |                                                  |  |  |
|                                 |                                                          | Reporte                                                  |                                                          | Pabellón: Shenyang Gymnasium, Shenyang, Liaoning |  |  |
| Liaoning lidera las series, 1–0 |                                                          |                                                          |                                                          |                                                  |  |  |
|                                 |                                                          |                                                          |                                                          |                                                  |  |  |

| 28 de marzo de 2019             | Liaoning Flying Leopards              | 115–95                                | Fujian Sturgeons                      |                                                  |  |  |
| 19:35                           | Parciales: 24–26, 29–21, 37–22, 25–26 | Parciales: 24–26, 29–21, 37–22, 25–26 | Parciales: 24–26, 29–21, 37–22, 25–26 |                                                  |  |  |
|                                 |                                       | Reporte                               |                                       | Pabellón: Shenyang Gymnasium, Shenyang, Liaoning |  |  |
| Liaoning lidera las series, 2–0 |                                       |                                       |                                       |                                                  |  |  |
|                                 |                                       |                                       |                                       |                                                  |  |  |

| 31 de marzo de 2019           | Fujian Sturgeons                      | 102–106                               | Liaoning Flying Leopards              |                                               |  |  |
| 19:35                         | Parciales: 21–18, 27–36, 35–32, 19–20 | Parciales: 21–18, 27–36, 35–32, 19–20 | Parciales: 21–18, 27–36, 35–32, 19–20 |                                               |  |  |
|                               |                                       | Reporte                               |                                       | Pabellón: Zuchang Gymnasium, Jinjiang, Fujian |  |  |
| Liaoning gana las series, 3–0 |                                       |                                       |                                       |                                               |  |  |
|                               |                                       |                                       |                                       |                                               |  |  |

#### (3) Xinjiang Flying Tigers vs. (6) Zhejiang Lions
| 26 de marzo de 2019             | Xinjiang Flying Tigers                | 134–100                               | Zhejiang Lions                        |                                            |  |  |
| 19:35                           | Parciales: 27–21, 36–29, 26–25, 45–25 | Parciales: 27–21, 36–29, 26–25, 45–25 | Parciales: 27–21, 36–29, 26–25, 45–25 |                                            |  |  |
|                                 |                                       | Reporte                               |                                       | Pabellón: Hongshan Arena, Ürümqi, Xinjiang |  |  |
| Xinjiang lidera las series, 1–0 |                                       |                                       |                                       |                                            |  |  |
|                                 |                                       |                                       |                                       |                                            |  |  |

| 28 de marzo de 2019             | Xinjiang Flying Tigers                | 139–125                               | Zhejiang Lions                        |                                            |  |  |
| 19:35                           | Parciales: 39–35, 34–27, 33–38, 33–25 | Parciales: 39–35, 34–27, 33–38, 33–25 | Parciales: 39–35, 34–27, 33–38, 33–25 |                                            |  |  |
|                                 |                                       | Reporte                               |                                       | Pabellón: Hongshan Arena, Ürümqi, Xinjiang |  |  |
| Xinjiang lidera las series, 2–0 |                                       |                                       |                                       |                                            |  |  |
|                                 |                                       |                                       |                                       |                                            |  |  |

| 31 de marzo de 2019             | Zhejiang Lions                        | 120–112                               | Xinjiang Flying Tigers                |                                                          |  |  |
| 19:35                           | Parciales: 29–29, 25–32, 38–25, 28–26 | Parciales: 29–29, 25–32, 38–25, 28–26 | Parciales: 29–29, 25–32, 38–25, 28–26 |                                                          |  |  |
|                                 |                                       | Reporte                               |                                       | Pabellón: Zhuji Sports Centre Gymnasium, Zhuji, Zhejiang |  |  |
| Xinjiang lidera las series, 2–1 |                                       |                                       |                                       |                                                          |  |  |
|                                 |                                       |                                       |                                       |                                                          |  |  |

| 2 de abril de 2019            | Zhejiang Lions                        | 95–111                                | Xinjiang Flying Tigers                |                                                          |  |  |
| 19:35                         | Parciales: 17–30, 31–27, 17–34, 30–20 | Parciales: 17–30, 31–27, 17–34, 30–20 | Parciales: 17–30, 31–27, 17–34, 30–20 |                                                          |  |  |
|                               |                                       | Reporte                               |                                       | Pabellón: Zhuji Sports Centre Gymnasium, Zhuji, Zhejiang |  |  |
| Xinjiang gana las series, 3–1 |                                       |                                       |                                       |                                                          |  |  |
|                               |                                       |                                       |                                       |                                                          |  |  |

#### (4) Shenzhen Leopards vs. (5) Beijing Ducks
| 25 de marzo de 2019            | Shenzhen Leopards                     | 96–106                                | Beijing Ducks                         |                                                                   |  |  |
| 19:35                          | Parciales: 20–32, 33–18, 23–25, 20–31 | Parciales: 20–32, 33–18, 23–25, 20–31 | Parciales: 20–32, 33–18, 23–25, 20–31 |                                                                   |  |  |
|                                |                                       | Reporte                               |                                       | Pabellón: Shenzhen Universiade Sports Centre, Shenzhen, Guangdong |  |  |
| Beijing lidera las series, 1–0 |                                       |                                       |                                       |                                                                   |  |  |
|                                |                                       |                                       |                                       |                                                                   |  |  |

| 27 de marzo de 2019            | Shenzhen Leopards                     | 88–104                                | Beijing Ducks                         |                                                                   |  |  |
| 19:35                          | Parciales: 22–24, 27–29, 22–24, 17–27 | Parciales: 22–24, 27–29, 22–24, 17–27 | Parciales: 22–24, 27–29, 22–24, 17–27 |                                                                   |  |  |
|                                |                                       | Reporte                               |                                       | Pabellón: Shenzhen Universiade Sports Centre, Shenzhen, Guangdong |  |  |
| Beijing lidera las series, 2–0 |                                       |                                       |                                       |                                                                   |  |  |
|                                |                                       |                                       |                                       |                                                                   |  |  |

| 30 de marzo de 2019            | Beijing Ducks                                      | 110–116                                            | Shenzhen Leopards                                  |                                   |  |  |
| 19:35                          | Parciales: 29–23, 27–32, 22–27, 24–20 (T.E.: 8–14) | Parciales: 29–23, 27–32, 22–27, 24–20 (T.E.: 8–14) | Parciales: 29–23, 27–32, 22–27, 24–20 (T.E.: 8–14) |                                   |  |  |
|                                |                                                    | Reporte                                            |                                                    | Pabellón: Cadillac Arena, Beijing |  |  |
| Beijing lidera las series, 2–1 |                                                    |                                                    |                                                    |                                   |  |  |
|                                |                                                    |                                                    |                                                    |                                   |  |  |

| 1 de abril de 2019    | Beijing Ducks                         | 83–94                                 | Shenzhen Leopards                     |                                   |  |  |
| 19:35                 | Parciales: 14–19, 21–19, 25–29, 23–27 | Parciales: 14–19, 21–19, 25–29, 23–27 | Parciales: 14–19, 21–19, 25–29, 23–27 |                                   |  |  |
|                       |                                       | Reporte                               |                                       | Pabellón: Cadillac Arena, Beijing |  |  |
| Series empatadas, 2–2 |                                       |                                       |                                       |                                   |  |  |
|                       |                                       |                                       |                                       |                                   |  |  |

| 4 de abril de 2019            | Shenzhen Leopards                     | 118–107                               | Beijing Ducks                         |                                                                   |  |  |
| 19:35                         | Parciales: 24–18, 26–40, 38–23, 30–26 | Parciales: 24–18, 26–40, 38–23, 30–26 | Parciales: 24–18, 26–40, 38–23, 30–26 |                                                                   |  |  |
|                               |                                       | Reporte                               |                                       | Pabellón: Shenzhen Universiade Sports Centre, Shenzhen, Guangdong |  |  |
| Shenzhen gana las series, 3–2 |                                       |                                       |                                       |                                                                   |  |  |
|                               |                                       |                                       |                                       |                                                                   |  |  |

### Semifinales

#### (1) Guangdong Southern Tigers vs. (4) Shenzhen Leopards
| 8 de abril de 2019               | Guangdong Southern Tigers             | 141–118                               | Shenzhen Leopards                     |                                                                           |  |  |
| 19:35                            | Parciales: 45–23, 32–28, 34–29, 30–38 | Parciales: 45–23, 32–28, 34–29, 30–38 | Parciales: 45–23, 32–28, 34–29, 30–38 |                                                                           |  |  |
|                                  |                                       | Reporte                               |                                       | Pabellón: Dongfeng Nissan Cultural and Sports Centre, Dongguan, Guangdong |  |  |
| Guangdong lidera las series, 1–0 |                                       |                                       |                                       |                                                                           |  |  |
|                                  |                                       |                                       |                                       |                                                                           |  |  |

| 10 de abril de 2019              | Guangdong Southern Tigers             | 119–112                               | Shenzhen Leopards                     |                                                                           |  |  |
| 19:35                            | Parciales: 31–19, 30–29, 40–35, 18–29 | Parciales: 31–19, 30–29, 40–35, 18–29 | Parciales: 31–19, 30–29, 40–35, 18–29 |                                                                           |  |  |
|                                  |                                       | Reporte                               |                                       | Pabellón: Dongfeng Nissan Cultural and Sports Centre, Dongguan, Guangdong |  |  |
| Guangdong lidera las series, 2–0 |                                       |                                       |                                       |                                                                           |  |  |
|                                  |                                       |                                       |                                       |                                                                           |  |  |

| 13 de abril de 2019              | Shenzhen Leopards                     | 106–111                               | Guangdong Southern Tigers             |                                                                   |  |  |
| 19:35                            | Parciales: 23–34, 25–25, 30–30, 28–22 | Parciales: 23–34, 25–25, 30–30, 28–22 | Parciales: 23–34, 25–25, 30–30, 28–22 |                                                                   |  |  |
|                                  |                                       | Reporte                               |                                       | Pabellón: Shenzhen Universiade Sports Centre, Shenzhen, Guangdong |  |  |
| Guangdong lidera las series, 3–0 |                                       |                                       |                                       |                                                                   |  |  |
|                                  |                                       |                                       |                                       |                                                                   |  |  |

| 15 de abril de 2019            | Shenzhen Leopards                     | 117–135                               | Guangdong Southern Tigers             |                                                                   |  |  |
| 19:35                          | Parciales: 27–30, 30–35, 29–43, 31–27 | Parciales: 27–30, 30–35, 29–43, 31–27 | Parciales: 27–30, 30–35, 29–43, 31–27 |                                                                   |  |  |
|                                |                                       | Reporte                               |                                       | Pabellón: Shenzhen Universiade Sports Centre, Shenzhen, Guangdong |  |  |
| Guangdong gana las series, 4–0 |                                       |                                       |                                       |                                                                   |  |  |
|                                |                                       |                                       |                                       |                                                                   |  |  |

#### (2) Liaoning Flying Leopards vs. (3) Xinjiang Flying Tigers
| 9 de abril de 2019              | Liaoning Flying Leopards              | 95–97                                 | Xinjiang Flying Tigers                |                                                  |  |  |
| 19:35                           | Parciales: 21–22, 21–29, 26–25, 27–21 | Parciales: 21–22, 21–29, 26–25, 27–21 | Parciales: 21–22, 21–29, 26–25, 27–21 |                                                  |  |  |
|                                 |                                       | Reporte                               |                                       | Pabellón: Shenyang Gymnasium, Shenyang, Liaoning |  |  |
| Xinjiang lidera las series, 1–0 |                                       |                                       |                                       |                                                  |  |  |
|                                 |                                       |                                       |                                       |                                                  |  |  |

| 11 de abril de 2019             | Liaoning Flying Leopards              | 100–109                               | Xinjiang Flying Tigers                |                                                  |  |  |
| 19:35                           | Parciales: 27–23, 27–25, 28–36, 18–25 | Parciales: 27–23, 27–25, 28–36, 18–25 | Parciales: 27–23, 27–25, 28–36, 18–25 |                                                  |  |  |
|                                 |                                       | Reporte                               |                                       | Pabellón: Shenyang Gymnasium, Shenyang, Liaoning |  |  |
| Xinjiang lidera las series, 2–0 |                                       |                                       |                                       |                                                  |  |  |
|                                 |                                       |                                       |                                       |                                                  |  |  |

| 14 de abril de 2019             | Xinjiang Flying Tigers                | 100–109                               | Liaoning Flying Leopards              |                                            |  |  |
| 19:35                           | Parciales: 27–25, 28–21, 27–36, 18–27 | Parciales: 27–25, 28–21, 27–36, 18–27 | Parciales: 27–25, 28–21, 27–36, 18–27 |                                            |  |  |
|                                 |                                       | Reporte                               |                                       | Pabellón: Hongshan Arena, Ürümqi, Xinjiang |  |  |
| Xinjiang lidera las series, 2–1 |                                       |                                       |                                       |                                            |  |  |
|                                 |                                       |                                       |                                       |                                            |  |  |

| 16 de abril de 2019             | Xinjiang Flying Tigers                | 107–81                                | Liaoning Flying Leopards              |                                            |  |  |
| 19:35                           | Parciales: 28–20, 22–17, 27–22, 30–22 | Parciales: 28–20, 22–17, 27–22, 30–22 | Parciales: 28–20, 22–17, 27–22, 30–22 |                                            |  |  |
|                                 |                                       | Reporte                               |                                       | Pabellón: Hongshan Arena, Ürümqi, Xinjiang |  |  |
| Xinjiang lidera las series, 3–1 |                                       |                                       |                                       |                                            |  |  |
|                                 |                                       |                                       |                                       |                                            |  |  |

| 18 de abril de 2019           | Xinjiang Flying Tigers               | 99–62                                | Liaoning Flying Leopards             |                                            |  |  |
| 19:35                         | Parciales: 26–19, 20–15, 27–9, 26–19 | Parciales: 26–19, 20–15, 27–9, 26–19 | Parciales: 26–19, 20–15, 27–9, 26–19 |                                            |  |  |
|                               |                                      | Reporte                              |                                      | Pabellón: Hongshan Arena, Ürümqi, Xinjiang |  |  |
| Xinjiang gana las series, 4–1 |                                      |                                      |                                      |                                            |  |  |
|                               |                                      |                                      |                                      |                                            |  |  |

### Finales

#### (1) Guangdong Southern Tigers vs. (3) Xinjiang Flying Tigers
| 26 de abril de 2019            | Guangdong Southern Tigers             | 142–123                               | Xinjiang Flying Tigers                |                                                                           |  |  |
| 19:35                          | Parciales: 42–33, 33–28, 35–26, 32–36 | Parciales: 42–33, 33–28, 35–26, 32–36 | Parciales: 42–33, 33–28, 35–26, 32–36 |                                                                           |  |  |
|                                |                                       | Reporte                               |                                       | Pabellón: Dongfeng Nissan Cultural and Sports Centre, Dongguan, Guangdong |  |  |
| Guangdong lidera la serie, 1–0 |                                       |                                       |                                       |                                                                           |  |  |
|                                |                                       |                                       |                                       |                                                                           |  |  |

| 28 de abril de 2019            | Guangdong Southern Tigers             | 116–97                                | Xinjiang Flying Tigers                |                                                                           |  |  |
| :                              | Parciales: 32–30, 34–21, 19–20, 31–26 | Parciales: 32–30, 34–21, 19–20, 31–26 | Parciales: 32–30, 34–21, 19–20, 31–26 |                                                                           |  |  |
|                                |                                       | Reporte                               |                                       | Pabellón: Dongfeng Nissan Cultural and Sports Centre, Dongguan, Guangdong |  |  |
| Guangdong lidera la serie, 2–0 |                                       |                                       |                                       |                                                                           |  |  |
|                                |                                       |                                       |                                       |                                                                           |  |  |

| 1 de mayo de 2019             | Xinjiang Flying Tigers                | 118–128                               | Guangdong Southern Tigers             |                                            |  |  |
| :                             | Parciales: 32–31, 35–29, 23–33, 28–35 | Parciales: 32–31, 35–29, 23–33, 28–35 | Parciales: 32–31, 35–29, 23–33, 28–35 |                                            |  |  |
|                               |                                       | Reporte                               |                                       | Pabellón: Hongshan Arena, Ürümqi, Xinjiang |  |  |
| Guangdong idera la serie, 3–0 |                                       |                                       |                                       |                                            |  |  |
|                               |                                       |                                       |                                       |                                            |  |  |

| 3 de mayo de 2019            | Xinjiang Flying Tigers                | 98–103                                | Guangdong Southern Tigers             |                                            |  |  |
| :                            | Parciales: 19–23, 22–21, 36–30, 21–29 | Parciales: 19–23, 22–21, 36–30, 21–29 | Parciales: 19–23, 22–21, 36–30, 21–29 |                                            |  |  |
|                              |                                       | Reporte                               |                                       | Pabellón: Hongshan Arena, Ürümqi, Xinjiang |  |  |
| Guangdong gana la serie, 4–0 |                                       |                                       |                                       |                                            |  |  |
|                              |                                       |                                       |                                       |                                            |  |  |

## Estadísticas
Hasta el 23 de marzo de 2019.
| Rank | Nombre          | Equipo                 | PPP  |
| ---- | --------------- | ---------------------- | ---- |
| 1.   | Pierre Jackson  | Beikong Fly Dragons    | 39.8 |
| 2.   | Darius Adams    | Xinjiang Flying Tigers | 36.6 |
| 3.   | Joseph Young    | Nanjing Monkey King    | 36.1 |
| 4.   | Jimmer Fredette | Shanghai Sharks        | 35.5 |
| 5.   | Kyle Fogg       | Guangzhou Long-Lions   | 34.4 |

| Rank | Nombre           | Equipo                  | APP  |
| ---- | ---------------- | ----------------------- | ---- |
| 1.   | Courtney Fortson | Zhejiang Guangsha Lions | 11.0 |
| 2.   | Pierre Jackson   | Beikong Fly Dragons     | 9.3  |
| 3.   | Taylor Rochestie | Tianjin Gold Lions      | 9.1  |
| 4.   | Ty Lawson        | Shandong Golden Stars   | 8.7  |
| 5.   | Darius Adams     | Xinjiang Flying Tigers  | 8.3  |

| Rank | Nombre             | Equipo                | RPP  |
| ---- | ------------------ | --------------------- | ---- |
| 1.   | Dakari Johnson     | Qingdao Eagles        | 14.9 |
| 2.   | Jason Thompson     | Fujian Sturgeons      | 14.8 |
| 2.   | Donatas Motiejūnas | Shandong Golden Stars | 14.0 |
| 4.   | Cole Aldrich       | Tianjin Gold Lions    | 13.8 |
| 5.   | Wang Zhelin        | Fujian Sturgeons      | 13.9 |

| Rank | Nombre          | Equipo              | TPP |
| ---- | --------------- | ------------------- | --- |
| 1.   | Zhang Zhaoxu    | Shanghai Sharks     | 2.6 |
| 2.   | Justin Hamilton | Beijing Ducks       | 2.2 |
| 3.   | Isaiah Austin   | Nanjing Monkey King | 2.1 |
| 3.   | Wu Quanxi       | Jiangsu Dragons     | 1.9 |
| 4.   | Jamaal Franklin | Sichuan Blue Whales | 1.8 |